# Rua Pedroso Alvarenga
A Rua Pedroso Alvarenga é uma importante rua do Itaim Bibi, na zona sul de São Paulo, começa na Avenida Brigadeiro Faria Lima e termina na Av São Gabriel.